# Coppa Bernocchi 1944
La Coppa Bernocchi 1944, ventiseiesima edizione della corsa, si svolse il 14 maggio 1944 su un percorso di 157 km con partenza e arrivo a Legnano. Fu vinta dall'italiano Oreste Conte, che terminò la gara in 4h00'00", alla media di 39,250 km/h, precedendo in volata i connazionali Michele Motta e Athos Guizzardi. Conclusero la prova, aperta a professionisti e dilettanti, 38 dei 75 ciclisti al via.

## Ordine d'arrivo (Top 10)
| Pos. | Corridore           | Squadra             | Tempo    |
| ---- | ------------------- | ------------------- | -------- |
| 1    | Oreste Conte        | S.C. Genova         | 4h00'00" |
| 2    | Michele Motta       | U.S. Azzini         | s.t.     |
| 3    | Athos Guizzardi     | U.S. Bolognese      | s.t.     |
| 4    | Nello Sforacchi     | -                   | s.t.     |
| 5    | Giuseppe Magni      | -                   | s.t.     |
| 6    | Giovanni Ronco      | P. Monzese          | s.t.     |
| 7    | Nino Recalcati      | -                   | s.t.     |
| 8    | Aleardo Zucchini    | -                   | s.t.     |
| 9    | 8 ciclisti ex aequo | 8 ciclisti ex aequo | s.t.     |